# Bart Berman
Bart Berman (hebräisch ברט ברמן ; * 29. Dezember 1938 in Rotterdam) ist ein niederländisch-israelischer Pianist. Bekannt wurde er als Interpret Franz Schuberts und neuer Musik.

## Leben
Bart Berman studierte Klavier mit Jaap Spaanderman am Amsterdamer Konservatorium und vervollständigte seine Studien mit Theo Bruins sowie mit einem Meisterkurs bei Alfred Brendel.
Als Solist erhielt er den ersten Preis im Gaudeamus-Wettbewerb für Interpreten zeitgenössischer Musik, den Preis der Freunde des Concertgebouw und vier Erstpreise für junge Musiker. Er tritt in Israel, Europa und Nordamerika als Solist und in verschiedenen Kammermusikgruppen auf.
Bart Berman studierte Komposition bei Bertus van Lier am Amsterdamer Konservatorium und bei Wouter van den Berg. Er hat verschiedene eigenständige Werke für Orchester, Chor, Kammerensembles und Klavier komponiert, aber auch Kadenzen zu allen Klavierkonzerten von Haydn, Mozart und Beethoven und eine zweite Klavierstimme zu Sonatinen von Muzio Clementi und Daniel Steibelt. Am bekanntesten wurden seine Vollendungen zu Franz Schuberts unvollendeten Klaviersonaten und zu Bachs Kunst der Fuge.

### Englisch
- Bart Berman, Pianist
- Bart Berman, Komposition
- Notes on Franz Schubert von Bart Berman

### Deutsch
- Schlosskonzerte enden mit Bart Berman (Memento vom 28. September 2007 im Internet Archive), Pressespiegel für Sinzig und Umgebung, KW 21 2006
- Bart Bermann zum dritten Mal im Sinziger Schloss - Schlosskonzert der EVM, Sinzig Aktuell